# The Apple Stretching
 The Apple Stretching  è un singolo della cantante giamaicana Grace Jones pubblicato nel 1982 per l'album Living My Life.

## Descrizione
Il brano, scritto da Melvin Van Peebles, per la sua commedia teatrale del 1982 Valzer della Cicogna, fu pubblicato in alcuni territori come double A-side abbinato a Nipple to the Bottle. 
La canzone è un omaggio alla città di New York, descrivendo le sensazioni che si provano vivendola al mattino presto, quando tutto ricomincia. La versione presente sul 7" è la stessa dell'album, sfumata però al minuto 3:33, sul 12" invece vi è una versione da 8:40 diversa da quella dell'album, in cui è presente un verso in più in cui la Jones canta accompagnata solo dalla linea di basso e percussioni.
Il brano fu definito come "il miglior disco mai realizzato sulla città di New York". 

## Tracce
- 7" single

A. "The Apple Stretching" – 3:33
B. "Nipple to the Bottle" – 4:22
- 12" single

A. "The Apple Stretching" – 8:40
B. "Nipple to the Bottle" – 6:59